# 퇴계원초등학교
퇴계원초등학교(堆係援初等學敎)는 대한민국 경기도 남양주시에 있는 공립 초등학교로, 1963년 3월 5일에 개교되었다.

## 학교 연혁
- 1963년 3월 5일: 퇴계원초등학교 개교

## 참고 자료
- 퇴계원초등학교 - 한국교육학술정보원 학교알리미